# Crossref
Crossref (anciennement typographié « CrossRef ») est une organisation à but non lucratif de droit américain jouant le rôle d'agence  d'enregistrement et de registre des Digital Object Identifier (DOI, identifiant d'objet numérique).
Crossref a été lancée au début des années 2000 dans un effort de coopération entre les éditeurs, afin de permettre l'identification des objets numériques, notamment les articles et les revues académiques en ligne. Crossref est le nom commun utilisé par la Publishers International Linking Association (PILA). En 2019, l'agence comptait près de 14 800 adhérents issus de 120 pays.